# Ugly is Beautiful
Ugly Is Beautiful é o primeiro álbum de estúdio de Oliver Tree. Foi originalmente agendado para lançamento em 27 de março de 2020 e depois adiado para 12 de junho de 2020 através da Atlantic Records, antes de ser adiado novamente e lançado em 17 de julho de 2020. Além do próprio Tree, o álbum conta com produções de Andrew Golstein, David Pramik, Marshmello, NVDES, Rogét Chahayed, Stint e o  frequente colaborador Whethan, entre outros  O álbum estreou no número 14 na Billboard 200 e número um na parada de álbuns de rock top.

## Álbum
Tree começou a sugerir Ugly Is Beautiful logo após o lançamento do single "Hurt" em dezembro de 2018. Ele então embarcou em uma turnê com o mesmo nome do álbum. Em 2 de agosto de 2019, ele lançou Do You Feel Me?, um EP que contém seis músicas, quatro das quais aparecem em Ugly Is Beautiful.
Em 6 de dezembro de 2019, Tree lançou o single "Cash Machine" e anunciou que Ugly Is Beautiful seria lançado em 27 de março de 2020. No entanto, em 25 de março, apenas dois dias antes da data de lançamento inicial, foi anunciado que o álbum havia sido adiado devido à pandemia de COVID-19 . Tree anunciou brincando que devido à pandemia, o álbum havia sido cancelado e que, embora ele ainda planejasse lançá-lo "nos próximos 5-10 anos", por enquanto ele estava "oficialmente se aposentando".
Em 7 de abril de 2020, Tree lançou "Let Me Down", que ele anunciou brincando como sua "última música e vídeo".
No entanto, em 19 de maio de 2020, após um breve apagão nas redes sociais, ele postou um vídeo ao vivo no Instagram em sua conta que o mostrava sendo "sequestrado" por alguém, bem como uma foto da capa do álbum de Ugly Is Beautiful. O "sequestrador" então afirmou que se o post com a capa do álbum chegasse a 100.000 comentários, ele revelaria a data de lançamento do álbum. A postagem chegou a 100.000 comentários em cerca de 45 minutos, apenas para que a meta de comentários fosse atualizada para 250.000, que também foi alcançada. O "sequestrador" então atualizou a meta de comentários para 500.000 e depois para 1.000.000. Finalmente, uma vez que essa meta foi alcançada, um vídeo foi postado no Instagram no qual Oliver anunciou que Ugly Is Beautiful seria lançado em 12 de junho. Tree então declarou que se a postagem da capa do álbum alcançasse 2.000.000 de comentários, ele lançaria uma nova música e um novo videoclipe. A postagem atingiu essa meta em 25 de maio, e no dia seguinte, em 26 de maio, ele lançou o single "Bury Me Alive" junto com as pré-encomendas e uma data de lançamento do álbum para 12 de junho de 2020.
Em 8 de junho de 2020, Tree anunciou que havia decidido adiar o álbum mais uma vez, devido às questões de racismo e violência policial contra os negros acontecendo na época após o assassinato de George Floyd, e os protestos em torno disso. Ele afirmou que "não acreditava que era um momento apropriado" para lançar o álbum quando "coisas muito maiores" mereciam atenção. A nova data de lançamento foi revelada em 17 de julho.
Em 14 de julho de 2020, a tracklist do álbum foi revelada.

## Recepção critica
Ugly Is Beautiful recebeu críticas mistas dos críticos musicais. Ben Jolley, da NME, disse que "além das guitarras difusas e batidas do hip-hop da velha escola, a narrativa instigante de Tree - que aborda a depressão, solidão, comercialismo, intimidação e ignorantes odiadores - prova que ele é mais do que um troll comedor de mijo da internet" e que o álbum "quase silencia seus críticos de credibilidade, apresentando ragers pop-rock de parede a parede, enquanto encoraja os fãs a serem abertamente eles mesmos". No entanto, Cat Zhang do Pitchfork escreveu que "para um artista perseguindo choque e bombástico, a música de Oliver Tree é surpreendentemente mansa" e criticou a duração do álbum e a voz de Tree que "é crivada de distorção, lançando uma mesmice difusa até mesmo sobre os mais à esquerda - seleções de campo ". Zhang disse que as letras de Tree "indicam uma luta mais profunda por trás da fachada ridícula de Tree, tocando nos mesmos temas de ser um estranho, foder e lidar com a negatividade, embora nos termos mais vagos possíveis", mas que pareciam sinceros. Ela concluiu que "o álbum contém vislumbres de um artista melhor", mas não tinha certeza de quanto da personalidade de Oliver Tree dependia dele ou de outras pessoas.

## Lista de Músicas
| N.º            | Título                              | Produtor(es)                             | Duração |  |
| 1.             | "Me, Myself & I"                    | Nickell Snoreck                          | 2:53    |  |
| 2.             | "1993" (featuring Little Ricky ZR3) | Nickell Mattson Snoreck Little Ricky ZR3 | 2:39    |  |
| 3.             | "Cash Machine"                      | Nickell Snoreck Pramik                   | 2:56    |  |
| 4.             | "Let Me Down"                       | Nickell Snoreck Pramik                   | 1:51    |  |
| 5.             | "Miracle Man"                       | Nickell Pramik                           | 2:05    |  |
| 6.             | "Bury Me Alive"                     | "Downtown" Trevor Brown Nickell Simmons  | 2:44    |  |
| 7.             | "Alien Boy"                         | Imad Royal Nickell Mattson [a]           | 2:44    |  |
| 8.             | "Joke's on You!"                    | Nickell Chahayed Stint                   | 3:11    |  |
| 9.             | "Again & Again"                     | NVDES Nickell                            | 2:54    |  |
| 10.            | "Waste My Time"                     | Nickell Stint                            | 3:27    |  |
| 11.            | "Jerk"                              | Pramik Marshmello Nickell                | 2:15    |  |
| 12.            | "Hurt"                              | Nickell Snoreck                          | 2:25    |  |
| 13.            | "Introspective"                     | Goldstein Nickell                        | 2:16    |  |
| 14.            | "I'm Gone"                          | Wiggins Nickell                          | 3:05    |  |
| Duração total: | Duração total:                      | Duração total:                           | 37:25   |  |

## Gráficos
| Gráfico (2020)                      | Posição |
| ----------------------------------- | ------- |
| Austrália (ARIA)                    | 23      |
| Áustria (Ö3 Austria Top 40)         | 51      |
| Canadá (Billboard)                  | 47      |
| Nova Zelândia (RMNZ)                | 28      |
| Reino Unido (Official Albums Chart) | 32      |
| Estados Unidos (Billboard 200)      | 14      |
| Estados Unidos (Top Rock Albums)    | 1       |

| Gráfico(2020)                       | Posição |
| ----------------------------------- | ------- |
| Top álbuns de rock (EUA (Billboard) | 74      |